# Balde (Argentinië)
Balde is een plaats in het Argentijnse bestuurlijke gebied Juan Martín de Pueyrredón in de provincie  San Luis. De plaats telt 492 inwoners.